# كيلي فنسنت
كيلي فنسنت (بالإنجليزية: Kelly Vincent)‏ هي كاتبة مسرحية وكاتِبة وسياسية وممثلة أسترالية، ولدت في 25 أكتوبر 1988.